# Carl L. Thunberg

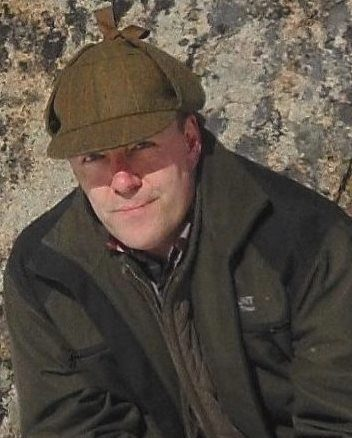
Carl L. Thunberg (2013)

Carl Leif Torbjörn Hugo Erik Johan Erskine Thunberg, FSAScot (* 25. Oktober 1963 in Lidingö, Schweden) ist ein schwedischer Historiker und Archäologe, der sich auf wiederholte, umfangreiche Untersuchungen von klassischem Quellenmaterial spezialisiert hat. Als Wissenschaftler hat Thunberg in verschiedenen Bereichen seiner Fachgebiete geforscht, ist aber besonders bekannt für seine detaillierten, spezialisierten Arbeiten zu Quellenmaterial über die Zeit von der Wikingerzeit bis zum nordischen Mittelalter. Er war auch auf dem Gebiet der Populärgeschichte tätig.
Neben seiner Autorentätigkeit ist er auch für sein Engagement für das schwedische Kulturerbe und Archäologische Stätten sowie für seine öffentlichen Vorträge bekannt.

## Biografie
Thunberg studierte an der Universität Göteborg und der Universität Uppsala. Im Rahmen von Entwicklungsarbeit hat sich Thunberg mit Fragen zur Didaktik der Geschichte als Schulfach beschäftigt. Er war Referent zu diesem Thema bei der Forschungskonferenz Svenska historikermötet („Schwedisches Historikertreffen“) 2017 an der Mittuniversitetet. Thunberg wurde 2016 Fellow der Society of Antiquaries of Scotland. 2022 wurde Thunberg zum Vorsitzenden des Provinzmuseum  Länsmuseet Västernorrland ernannt und trat sein Amt 2023 an.

## Ausgewählte Publikationen
- Nya kritiska undersökningar i Nordens historia omkring år 1000 (2021) [Neue Kritische Untersuchungen zur Geschichte des Nordens um das Jahr 1000] ISBN 978-91-981859-9-7.
- Fornnordisk historia II (2018) [Altnordische Geschichte II] ISBN 978-91-981859-8-0.
- Fornnordisk historia I (2018) [Altnordische Geschichte I] ISBN 978-91-981859-6-6.
- ’’Gene fornby: The Ancient Village of Gene’’(2013). EXARC Journal Digest 2013. ISSN 2212-523X.
- Slaget på Fyrisvallarna i ny tolkning (2012) [Die Schlacht von Fýrisvellir in einer neuen Interpretation] ISBN 978-91-981859-5-9, ISBN 978-91-981859-7-3.
- Att tolka Svitjod (2012) [Svitjod interpretieren] ISBN 978-91-981859-4-2, ISBN 978-91-637-5725-9.
- Särkland och dess källmaterial (2011) [Serkland und seine Quellenmaterial] ISBN 978-91-981859-3-5, ISBN 978-91-637-5727-3.